# Burkina Faso vasúti közlekedése
Burkina Faso vasúthálózatának hossza 2010-ben 622 km volt, mely 1000 mm-es nyomtávolságú. Villamosított vonalak nincsenek az országban.
Burkina Faso tengerparttal nem rendelkezik, de az Abidjanba vezető vasútvonal vasúti hozzáférést biztosít egy kikötőhöz. Többször javasolták a ghánai vasutakkal és a takoradi kikötővel való összeköttetést.

## Vasúti kapcsolata más országokkal
- Togo - nincs
- Niger - nincs - azonos nyomtávolság
- Benin - nincs
- Ghána - nincs - eltérő nyomtávolság: 1000 mm / 1067 mm